# Verdrag tot toetreding (1979)

Lidstaten (blauw), toegetreden lidstaat (geel)

Het Verdrag tot toetreding van 1979 is de overeenkomst tussen de Europese Gemeenschappen en Griekenland. Griekenland wilde lid worden van de Europese Gemeenschappen. Het verdrag trad in werking op 1 januari 1981 en maakte de toetreding van Griekenland tot de EG mogelijk. Het verdrag is een integraal deel van de constitutionele basis van de Europese Unie.

## Volledige titel
De officiële titel van het verdrag luidt:
Verdrag tussen het Koninkrijk België, het Koninkrijk Denemarken, de Bondsrepubliek Duitsland, de Franse Republiek, Ierland, de Italiaanse Republiek, het Groothertogdom Luxemburg, het Koninkrijk der Nederlanden, het Verenigd Koninkrijk van Groot-Brittannië en Noord-Ierland (Lid-Staten der Europese Gemeenschappen) en de Helleense Republiek betreffende de toetreding van de Helleense Republiek tot de Europese Economische Gemeenschap en de Europese Gemeenschap voor Atoomenergie.

## Ratificatie
| Land                                                | Ondertekening | Ondergetekende                     | Ratificatie      |
| --------------------------------------------------- | ------------- | ---------------------------------- | ---------------- |
| België                                              | 28 mei 1979   | Premier Wilfried Martens           | 21 april 1980    |
| Denemarken                                          | 28 mei 1979   | Premier Anker Jørgensen            | 20 maart 1980    |
| Duitsland                                           | 28 mei 1979   | Bondskanselier Helmut Schmidt      | 29 april 1980    |
| Frankrijk                                           | 28 mei 1979   | President Valery Giscard d'Estaing | 28 december 1979 |
| Griekenland                                         | 28 mei 1979   | Premier Konstantinos Karamanlis    | 24 januari 1980  |
| Ierland                                             | 28 mei 1979   | Taoiseach Jack Lynch               | 31 december 1979 |
| Italië                                              | 28 mei 1979   | Premier Mariano Rumor              | 28 maart 1980    |
| Luxemburg                                           | 28 mei 1979   | Premier Gaston Thorn               | 6 juni 1980      |
| Nederland                                           | 28 mei 1979   | Minister-president Dries van Agt   | 25 juni 1980     |
| Verenigd Koninkrijk van Groot-Brittannië en Ierland | 28 mei 1979   | Premier Margaret Thatcher          | 22 december 1979 |